# Roberto Morra di Lavriano

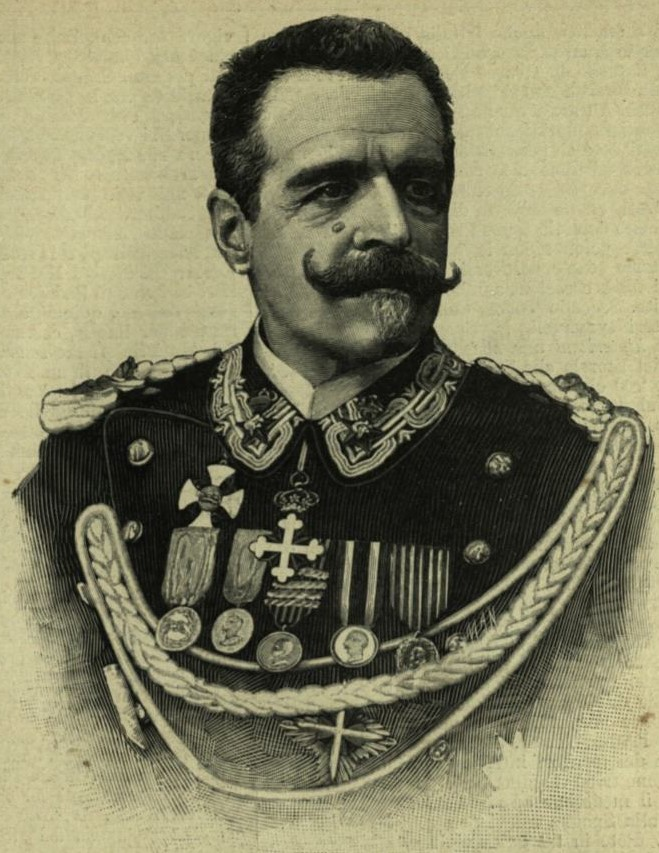
Roberto Morra di Lavriano (1894)

Roberto Morra di Lavriano, vollständiger Name Roberto Morra di Lavriano e della Montà (* 24. Dezember 1830 in Turin; † 20. März 1917 in Rom) war ein italienischer Generalleutnant und Politiker.

## Leben
Er entstammte einer piemontesischen Adelsfamilie und absolvierte die Militärschule für angehende Artillerieoffiziere in Turin. Als Unterleutnant nahm an er ab 1848 an den italienischen Unabhängigkeitskriegen teil. Im Rang eines Oberstleutnants kämpfte er 1866 in der Schlacht von Custozza.
Im Herbst 1869 wurde er zur Eröffnung des Suezkanals eingeladen. Seit 1879 bekleidete er das Amt des Aide-de-camp des italienischen Königs. Seit Dezember 1890 war er Senator im Parlament des Königreichs Italien, zuvor gehörte er während dreier Legislaturperioden der Camera dei deputati an. Von 1897 bis 1904 war er italienischer Botschafter in Russland. 
Im Januar 1894, nach der Ausrufung des Ausnahmezustandes in Sizilien, wurde Roberto Morra di Lavriano als Befehlshaber einer Truppe von 40.000 Mann zur Bekämpfung der Unruhen entsandt und erhielt von der Regierung unter Francesco Crispi unbeschränkte Vollmachten. Er zeichnete sich bei seinen Einsätzen gegen die aufständische Bewegung der Fasci siciliani durch brutale Härte aus und konnte die Protestbewegung in kurzer Zeit niederschlagen.
Er wurde auf dem Friedhof von Villastellone im Piemont begraben.
Sein Sohn Umberto Morra di Lavriano (1897–1981) wurde Journalist und Antifaschist.

## Auszeichnungen
Italien
- Großkreuz des Ordens der hl. Mauritius und Lazarus
- Großkreuz des Ordens der Krone von Italien
- Großoffizier des Militärordens von Savoyen
- Silberne Tapferkeitsmedaille
- Gedenkmedaille zur Einheit Italiens

Ausland
- Großkomtur des Erlöser-Ordens (Griechenland)
- Komtur des Ordens Karls III. (Spanien)
- Komtur des Ordens Isabella der Katholischen (Spanien)
- Komtur des Dannebrogordens (Dänemark)
- Komtur des Christusordens (Portugal)
- Komtur des Ordens unserer lieben Frau von Vila Viçosa (Portugal)
- Ritter des Turm- und Schwertordens (Portugal)
- Offizier der Ehrenlegion (Frankreich)